# Ernest Anželj
Ernest Anželj-Armbrust, slovenski častnik, veteran vojne za Slovenijo, * 25. november 1962, Ptuj. 

### Civilno življenje
Rodil se je 25. novembra 1962 na Ptuju. Po civilni izobrazbi je diplomirani inženir gradbeništva.  Fakulteti za socialno delo v Ljubljani je opravil podiplomski študij in pridobil naziv specialist socialnega managementa. Opravil je vsa predpisana in potrebna vojaška izobraževanja v SV.  Je poročen in oče dveh otrok. Živi v Mariboru. 

### Vojaška kariera
Teritorialni obrambi RS se je pridružil marca 1991 kot pripadnik prve generacije pripadnikov bodoče Slovenske vojske - tako imenovani Enkarji (znak 1 na levem rokavu uniforme); opravljal je dela in naloge vojaškega inštruktorja. Zaradi poguma med obrambo Peker si je prislužil vzdevek Armbrust. 
Po vojni se je šolal kot član 1. generacije Šole za častnike (1992/3) in bil ob zaključno povišan v podporočnika. Je nosilec diplome ŠČ z zaporedno številko I/1. Do leta 1995 je bil poveljnik učnega voda v 710. učnem centru. Leta 1996 je končal Šolo za poveljnike čet. Do leta 1998 je opravljal  naloge  štabnega častnika - S2 v 74. oklepno-mehaniziranem bataljonu, nato je bil premeščen v  Generalštab SV - G1. Med letoma 2002 in 2005 je bil načelnik oddelka za bojno moralo v PSSV, nato je  prevzel naloge načelnika oddelka za operativne zadeve in pridobivanje (OPK) v GŠSV.
Od 2006 do 2008 je opravljal naloge  poveljnika 17. bataljona vojaške policije, nato je do odhoda na MOM leta 2010 poveljeval 72. brigadi in Vojašnici Generala Maistra v Mariboru. Poveljeval je 21. kontingentu SVNCON 21 v KFOR, za tem je bil načelnik Obveščevalno Varnostnega Sektorja J2 v GŠSV. Za tem je prevzel vodenje Sektorja za vojaške zadeve v DOZ MORS. 2012/2013 je poveljeval PDRIU in vodil transformacijo PDRIU v CVŠ. Bil je svetovalec Načelnika GŠSV za vojaške zadeve. Od 2014–2017 je bil poveljnik EPOD - Enota za podporo delovanja, nato je do leta 2019 je opravljal dolžnost  namestnika poveljnika sil SV. Do upokojitve 1. januarja 2022 je opravljal dolžnost načelnika Vojaškega muzeja Slovenske vojske. 

## Napredovanja
- povišan v brigadirja - 13. maj 2015
- povišan v polkovnika - 13. maj 2011
- povišan v podpolkovnika - 2006
- povišan v majorja - 2004
- povišan v stotnika - 1996
- povišan v poročnika - 1995
- imenovan v podporočnika - 23. julij 1993

## Odlikovanja in priznanja
- spominsko priznanje generala Rudolfa Maistra za pomembno vlogo pri slovenskem osamosvajanju in širjenju domoljubne zavesti ter dolgoletno ohranjanje spomina na generala Maistra in borce za severno mejo.
- veteranska medalja za zasluge ob 30.obletnici vojne za Slovenijo
- bronasta medalja generala Maistra z meči za vojne zasluge
- zlata medalja generala Maistra
- zlata medalja Slovenske vojske
- srebrna medalja generala Maistra
- srebrna medalja Slovenske vojske
- bronasta medalja generala Maistra
- bronasta medalja Slovenske vojske
- zlata medalja PSSV - sil SV
- zlata medalja Centra vojaških šol
- zlata medalja 72.brigade SV
- zlata medalja 1. brigade SV
- zlata medalja 17. bataljona vojaške policije SV
- znak za zasluge  1
- bojni znak - PEKRE 23. maj 1991
- bojni znak - VAL 1991
- bojni znak - KOČEVSKA REKA 1991
- Zlati protioklepni znak TORS
- srebrna medalja Načelnika GŠSV
- medalja VM SV
- medalja v službi miru SVNKON 21 KFOR
- NATO Medal – Non Article 5
- Italy Silver Croce commemorativa MNBG-W KFOR
- Roamanian The Emblem of Merit – Third class
- Hungariy Service Medal for Peeacekeeping
- bronasta medalja 1.BR SV
- bronasta medalja PSSV
- bronasti, srebrni in zlati znak OPK
- bronasta medalja NGŠSV
- priznanje NGŠSV ob 10. obl. vojne za Slovenijo
- medalja ZVVS ob 10. obl. vojne za Slovenijo
- bronasta plaketa 7. PP TO Maribor
- zlati znak 7. PP TO Maribor
- bronasti in srebrni znak 74.OKMB - »Kleščmani«
- spominski znak Zmagali smo 1991
- spominski znak Obranili domovino 1991
- bronasta plaketa ZVVS
- bronasta plaketa CZ